# Rauðamelsölkelda

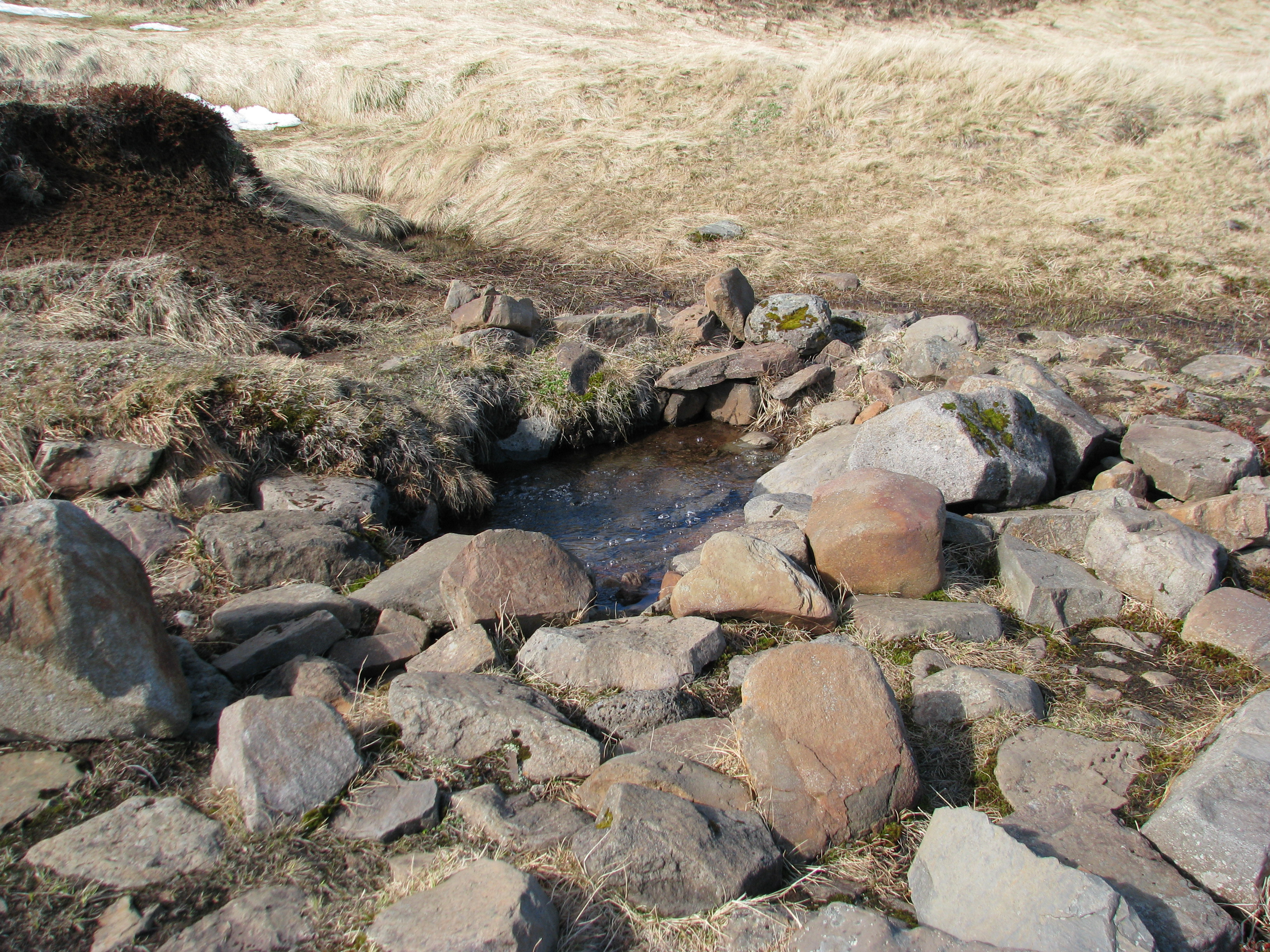
De Rauðamelsölkelda.

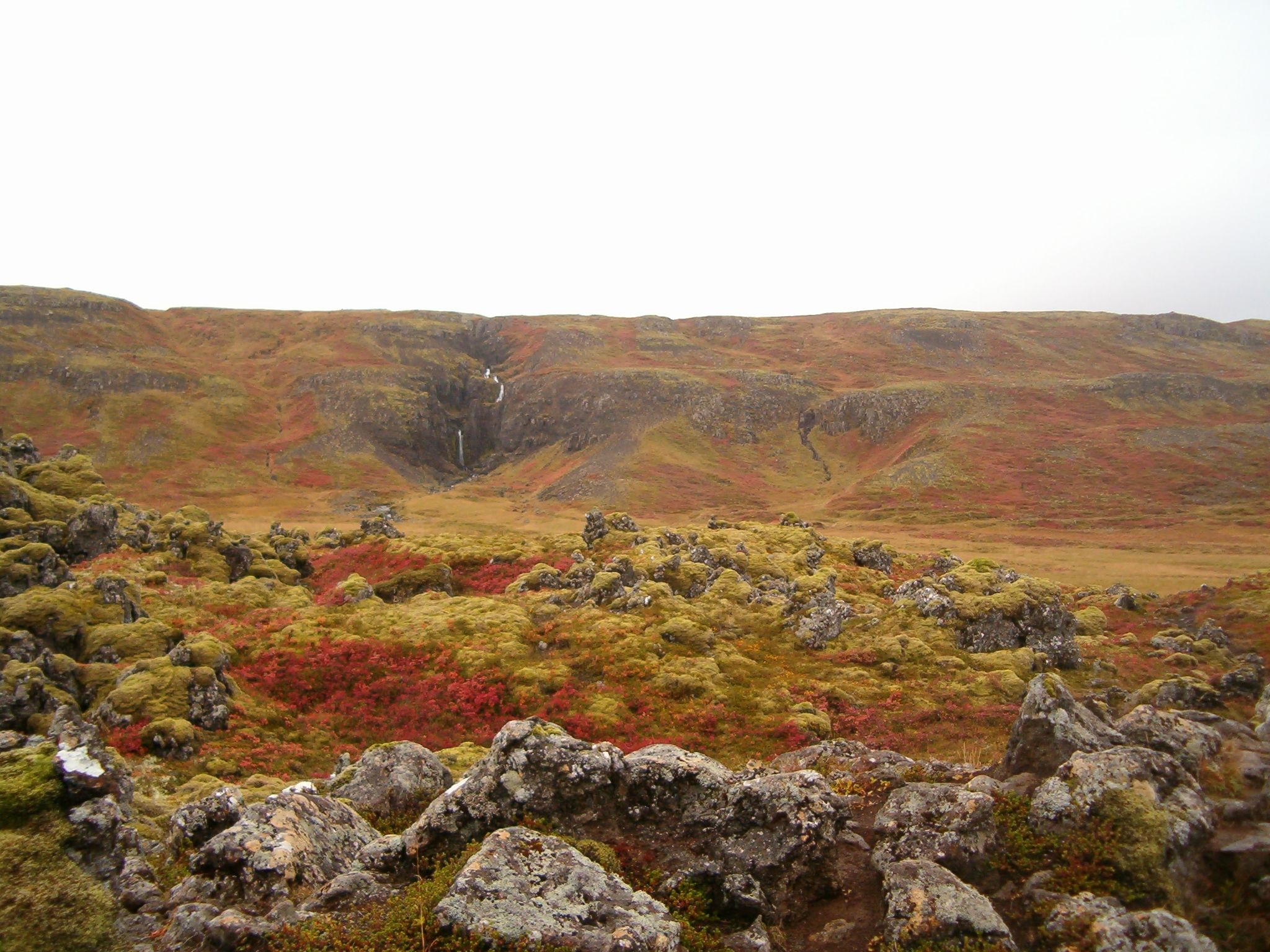
Omgeving van de Rauðamelsölkelda.

De Rauðamelsölkelda is een ölkelda in het oostelijke deel van het schiereiland Snæfellsnes, West-IJsland. Een ölkelda is een bron waar koud mineraalwater samen met koolzuurbelletjes spontaan omhoog borrelt. Snæfellsnes is vrijwel het enige deel van IJsland waar mineraalwaterbronnen voorkomen en de Rauðamelsölkelda is de grootste daarvan. De ölkelda ligt naast een watervalletje in een grasland en is omgeven door met dwergstruiken en mos begroeide lava.
Soms is de bron een bruine modderige drab, maar meestal is hij gevuld met sprankelend en helder water. Het water smaakt naar spuitwater met een lichte metaalsmaak. Op een uurtje lopen van de Rauðamelsölkelda ligt de Rjúkandafoss.